# Beriozkin
Beriozkin (en rus: Берёзкин) és un poble (un khútor) del krai de Stàvropol, a Rússia, que en el cens del 2010 tenia 548 habitants. Pertany al districte rural de Kurskaia.